# 波阿斯

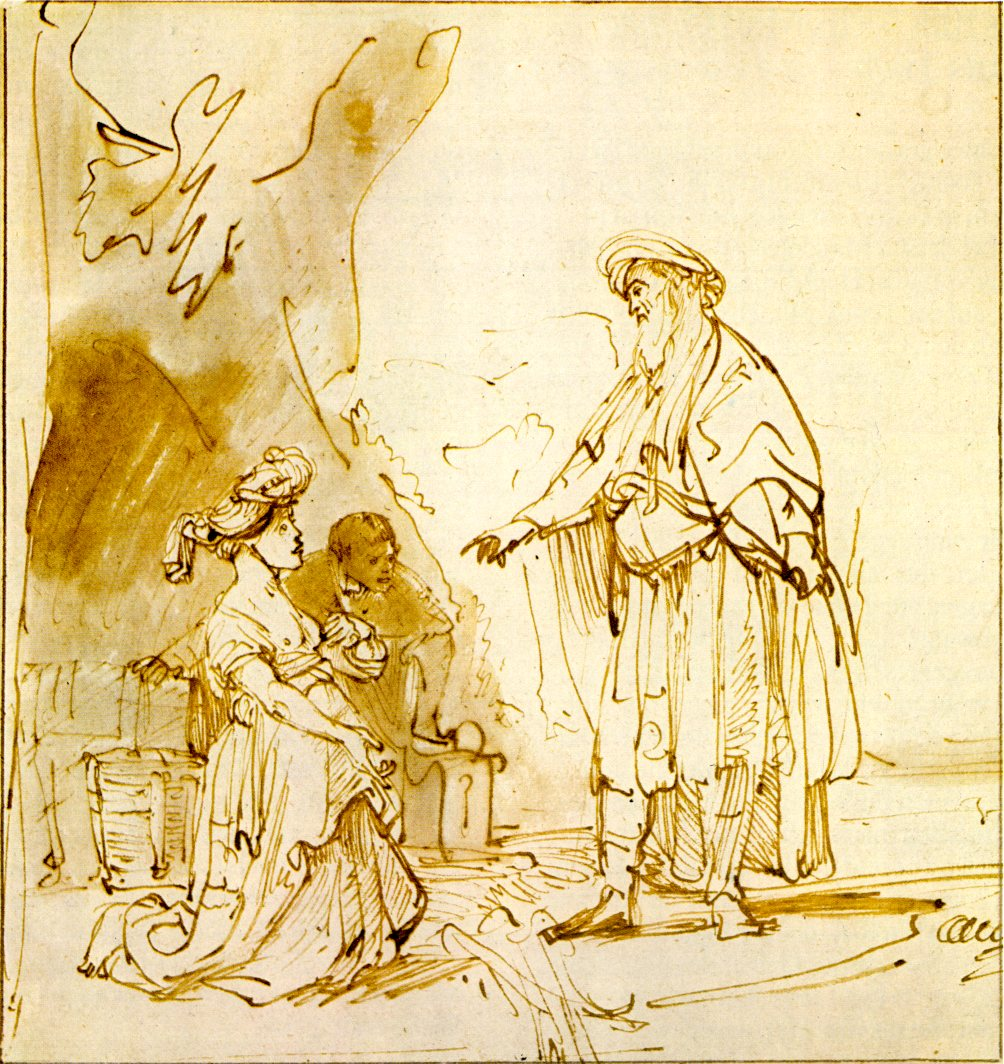

波阿斯（希伯来语：בועז）天主教譯為“波阿次”，新廣東話聖經譯為“波士”是《旧约圣经·路得记》中的主要人物，屬猶大支派。

## 在圣经中
根据路得记记载，波阿斯是一个富有的财主，注意到他的一位亲戚以利米勒的妻子拿俄米與儿媳、摩押人路得寡婦，拾取他田间的麦穗。很快他了解到这个家庭的困难，以及路得对婆婆拿俄米的忠心。于是波阿斯邀请她与他的工人一同吃饭，并且故意留下麦粒给她拾取。
终于，波阿斯和路得建立了友谊，路得要求波阿斯与她结婚。波阿斯接受了，但是提醒说有一个亲戚比他更拥有优先权。他安排了10位长老作见证，这位亲戚同意赎买拿俄米丈夫的土地，但是不同意娶路得，担心因此影响现有后嗣的继承权。
尽管波阿斯比路得年长很多，为了帮助拿俄米而娶了路得，不过大部分改变的剧本都将波阿斯描绘成英俊的年轻人，以提高故事的传奇性。
波阿斯和路得的儿子是俄备得，俄备得是耶西的父亲、大卫的祖父。